# ヴィルヘルム・ヴァイトリング

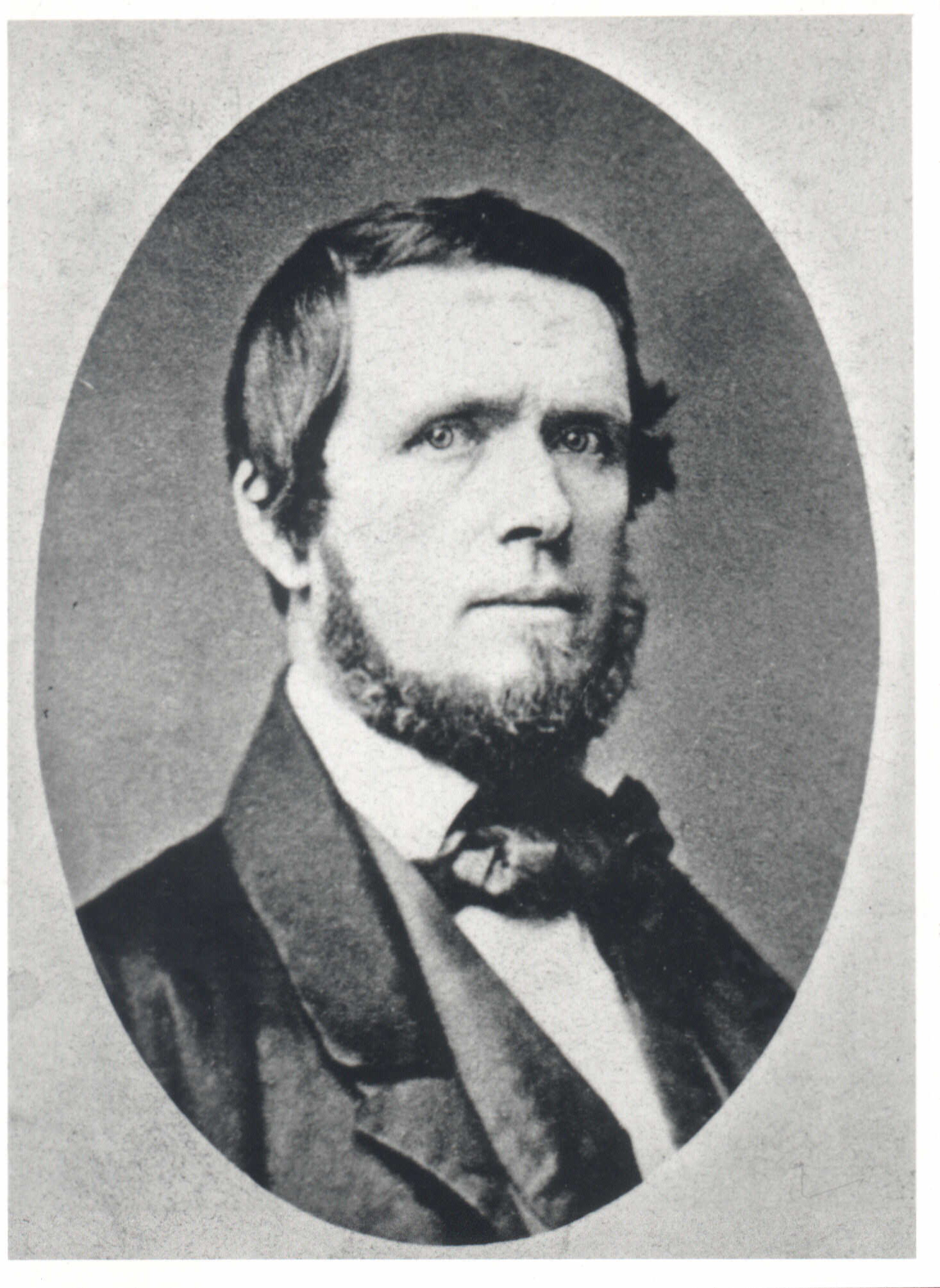
ヴィルヘルム・ヴァイトリング

ヴィルヘルム・ヴァイトリング（Wilhelm Weitling, 1808年10月5日 - 1871年1月24日）は、ドイツ人革命家。19世紀前半ヨーロッパ諸都市でドイツ手工業職人の結社運動を指導し、後半ニューヨークで移民労働者の社会建設を唱えた。

## 生涯
ヴァイトリングは、ナポレオン軍占領期のマクデブルクで、フランス人駐留兵を父に、貧しい女性労働者を母に生まれた（ヴァイトリングは母方の姓で、両親は結婚していなかった）。父は1812年にモスクワ遠征に出たまま帰らず、1822年、若くして婦人服仕立の徒弟となる。当時ドイツの手工業職人は、昔からの修業上の慣わしとして、またよりよい労働条件を求めてヨーロッパ諸都市を渡り歩いた。ヴァイトリングも1826年～1827年頃、腕一本で飯を食う遍歴職人となって故郷をあとにした。1830年代初にはライプツィヒの仕立作業場で働き、その後ウィーンへ、さらに1835年にはパリへと渡り歩く。彼は、もともと革命騒ぎの多い都市パリで、亡命ドイツ人の共和主義的な秘密結社・追放者同盟に加入。その後1836年4月一度ウィーンへ行き、1837年9月ふたたびパリへ戻って、今度はドイツ手工業職人中心の新結社・正義者同盟に加入する。
ヴァイトリングは18世紀フランス啓蒙思想や19世紀フランス社会主義思想を独学で習得していたが、その成果を処女作『人類、そのあるがままの姿とあるべき姿』（Die Menschheit, wie sie ist und wie sie sein sollte, Paris、1837年）に盛り込んだ。この著作中では、機械化の促進による労働の軽減および時短による自由時間の創出を要求し、農民や職人が同時に芸術家や思索家である共同社会「財産共同体（Guetergemeinschaft）」の思想が打ち出されている。
ヴァイトリングは、正義者同盟内部では、指導部のカール・シャッパー派としばしば対立していた。
1839年5月パリでブランキら四季協会（季節協会）が暴動事件を画策する。この暴動と正義者同盟のとの関係は不透明だが、この夜にシャッパーが逮捕され、ロンドンに追放される。これに伴い、同盟内部は組織的に打撃を被り、混乱状態に陥る。ヴァイトリングはこの時点でパリを離れていたため逮捕を免れた。その後、彼は正義者同盟の再建を企図しスイスのジュネーヴへ移り、雑誌『ドイツ青年の救いを叫ぶ声』を創刊。主著『調和と自由の保証』を刊行する。バクーニンはこの頃、スイスにおり、共産主義者時代の彼の「見えざる独裁」理論にヴァイトリングの三月革命前の独裁理論は大きな影響を及ぼした。また、若きマルクスに対しても共産主義思想形成上で影響を与えたことが推測される。
1843年、ヴァイトリングは『貧しき罪人の福音』を完成させるが、その中ではトーマス・ミュンツァー的な千年王国論・メシア共産主義を説き、実践面では社会的匪族（Sozialbandit）による徹底的な所有権攻撃を提起した。ヴァイトリングはこの『福音』の起草のために、チューリヒ州警察に逮捕される。同年秋にはスイスからプロイセンへ護送され、翌1844年プロイセンからも追放され、同年8月ロンドンへ着く。
ヴァイトリングと彼の派は正義者同盟ロンドン本部のシャッパーと「革命か啓蒙か」の路線をめぐり討論を闘わせ、しばしば対立した。彼はまた1846年3月にロンドンからブリュッセルへ渡り、マルクス派とも連携を試みるが、マルクスとも革命論をめぐって対立する。いずれの論争も決裂に終わり、ヴァイトリングは1846年末、大西洋を渡ってニューヨークに上陸。解放同盟（Befreiungsbund）を設立することになる。
ヴァイトリングは、1848年革命勃発に際して一度ドイツへ戻るが、1850年にはニューヨークで移住ドイツ人労働者に向けて宣伝機関誌『労働者共和国（Republik der Arbeiter）』を発行し、1851年アイオワ州クレイトンで共産主義的なコロニー「コムニア」（1847年設立）の運営に参加、さらには1852年労働者同盟（Arbeiterbund）を結成する。こうしてヴァイトリングは、アメリカでも精力的に社会改革・労働運動を継続していくが、その際ニューヨークに来てからのヴァイトリングの思想と行動には、フランスの社会主義者・アナキストのピエール・ジョゼフ・プルードンの影響が俄然強烈に印象づけられる。それは、交換銀行と協同企業、一言で表現すれば労働者アソシアシオンの標榜である。労働者協同企業と交換銀行の連携によるアメリカ大陸横断鉄道の建設はそのハイライトである。しかし、アメリカ社会の激しい資本主義的転変の渦中で、労働者協同社会を展望するというヴァイトリングの構想は行き詰まり、1860年代には政治的・社会的活動から引退する。
1854年に同じドイツ系移民だったカロリーネ・トッドと結婚し、6児をもうけた。1871年1月インターナショナル・ニューヨーク支部の親睦会に出席した直後に死去。

## 思想
ヴァイトリングの実践は欧米にまたがっているが、その生涯に形成された彼の思想的特徴は、次の諸点に要約できる。
1. 歴史認識。つねに労働者のみが進歩としての歴史を創るのであって、ブルジョワジーは進歩と相容れない。産業の発展は労働（者の活動）の結果であって、資本（家の支配）に起因しない。
2. キリスト教。カトリック・プロテスタント等既存の正統宗教は全面的に否定されるが、イエスとその使徒たちのコムニオーン、ミュンツァーおよび彼の革命神学で諸侯と戦う農民集団などには財産共同体が根付いている。
3. 革命の主体。職人、鉱夫、貧農および鉄道建工のような新たな形態を含むあらゆる労働者層が主体である。
4. 革命の手段。非合法下のヨーロッパでは秘密結社と下層大衆の蜂起による政治権力奪取、合法下の北アメリカでは労働者交換銀行と協同企業の創出による経済革命主導（現代的な読みからすれば自主管理社会主義）。
5. 過渡期論。19世紀前半ヨーロッパにあってはブルジョワ支配に対する最終的な一撃としての短期独裁、民主主義国家アメリカにあっては経済革命の最終的な保証としての短期独裁＝ニューヨーク・コンミューン。

1808年生まれのヴァイトリングの生誕百年を記念して、ドイツ社会民主党のフランツ・メーリングはヴァイトリングの主著『調和と自由の保証(Garantien der Harmonie und Freiheit, Vevey 1842)』を再刊した。そのヴァイトリングは 、3月革命後亡命先のアメリカ合衆国で、次のような架空のニューヨーク・コミューンを文章にしている。
ヴァイトリングは、遍歴職人活動家としてスイス、フランス、イギリス各都市で義人同盟を組織していた頃は、キリスト教的扇動家として知られ、多くの職人たちをひきつけて離さなかった。その際ヴァイトリングを魅力ある存在とした根拠の一つは、彼のメシア主義である。そのような発想のもとにヴァイトリングは、1838年に義人同盟の綱領的文書として上述の『人類、そのあるがままの姿とあるべき姿』を発表し、1841～1842年には雑誌『ドイツ青年の救いを叫ぶ声(Der Huelferruf der Deutschen Jugend)』を編集し、1845年には友人の手で『貧しき罪人の福音(Das Evangelium eines armen Suenders, Berlin 1845)』を刊行する。そしてこう述べる。
たとえ暴力的な蜂起という手段に訴えようとも、ヴァイトリングの説くメシア主義的共産主義は、19世紀前半期ドイツの手工業職人の心を強烈にとらえた。コムニステンはコムニオーン（共同の食事）から由来すると語ったり、ヤーヴェはモーセの口を借りて、ユダヤ教徒は搾取者エジプト人から物品を奪いかえせと言ったとして盗奪をプラスに語ったりするヴァイトリングは、やがてアメリカに渡ると、中国で1851～1864年にかけて生じた太平天国をニューヨークのドイツ人に報道しつつ、ついに中国に「貧しき罪人」イエスの弟がメシアとして出現したと宣伝した。洪秀全が上帝会（ヤーヴェの会）を組織して原始キリスト教的平等組織の樹立を目指したことを報道したのだった。
しかし、19世紀後半に科学的なものの見方が人びとの間で勢いをつけ、とくに進化主義＝ダーウィニズム的な考え方に労働者大衆と社会主義指導者たちが慣れ親しむようになると、メシア主義はそのままの形態や宣伝方法では労働者の支持を得にくくなっていき、合理主義と物的欲望拡大の前に、無力となっていった。原始キリスト教的清貧を旗印とするプロパガンダよりも、それに代えてダーウィニズム的なプロパガンダが俄然優勢となるのだった。
ヴァイトリング思想の1848年前の前期と1850年代の後期の双方に一貫している特徴は、共産主義的であると同時にアナキズム的だったということである。その根拠は、三月前ヴァイトリングの独裁理論と若きバクーニンのそれとを比較し、1850年代ヴァイトリングのアソシアシオン論とプルードンのそれとを比較するとはっきり認識できる。